# Сен-Поль-сюр-Тернуаз (кантон)
Сен-Поль-сюр-Тернуаз (фр. Saint-Pol-sur-Ternoise) — кантон во Франции, находится в регионе О-де-Франс, департамент Па-де-Кале. Входит в состав округа Аррас.

## История
До 2015 года в состав кантона входили коммуны:
Бермикур, Бланжерваль-Бланжермон, Бовуа, Брия, Бюневиль, Вавран-сюр-Тернуаз, Гинекур, Гошен-Верлуен, Дьеваль, Круа-ан-Тернуа, Круазет, Лензё, Линьи-Сен-Флошель, Марке, Мений, Мон-ан-Тернуа, Моншо-ле-Фреван, Невиль-о-Корне, Нэнк-Откот, Остревиль, Отклок, Пьермон, Рамкур, Роэлькур, Сен-Мишель-сюр-Тернуаз, Сен-Поль-сюр-Тернуаз, Серикур, Сибивиль, Сиракур, Терна, Труаво, Флер, Фрамекур, Фуфлен-Рикамец, Экуавр, Эрикур, Эрленкур, Эрлен-ле-Сек, Эрникур, Эф-ан-Тернуа, Юмерёй, Юмьер.
В результате реформы 2015 года состав кантона был изменен: в него были включены упраздненный кантон Эшен и отдельные коммуны кантонов Обиньи-ан-Артуа и Оси-ле-Шато.
С 1 января 2019 года состав кантона изменился: коммуна Гинекур вошла в состав коммуны Боньер.

## Состав кантона с 1 января 2019 года
В состав кантона входят коммуны (население по данным Национального института статистики за 2018 г.):
- Авердуен (294 чел.)
- Анвен (760 чел.)
- Байёль-ле-Перн (413 чел.)
- Бергенёз (219 чел.)
- Бермикур (166 чел.)
- Бланжерваль-Бланжермон (101 чел.)
- Бовуа (140 чел.)
- Боньер (675 чел.)
- Брия (291 чел.)
- Буаяваль (132 чел.)
- Бубер-сюр-Канш (587 чел.)
- Бур (617 чел.)
- Буре-сюр-Канш (252 чел.)
- Бюневиль (182 чел.)
- Вавран-сюр-Тернуаз (197 чел.)
- Вакри-ле-Бук (79 чел.)
- Валюон (562 чел.)
- Гошен-Верлуэн (835 чел.)
- Гуи-ан-Тернуа (133 чел.)
- Контевиль-ан-Тернуа (86 чел.)
- Конши-сюр-Канш (219 чел.)
- Круа-ан-Тернуа (327 чел.)
- Круазет (276 чел.)
- Ла-Тьелуа (499 чел.)
- Лензё (159 чел.)
- Линьи-Сен-Флошель (248 чел.)
- Линьи-сюр-Канш (192 чел.)
- Лисбур (600 чел.)
- Марес (283 чел.)
- Марке (176 чел.)
- Мениль (242 чел.)
- Мон-ан-Тернуа (62 чел.)
- Моншель-сюр-Канш (85 чел.)
- Монши-Бретон (497 чел.)
- Монши-Кайё (298 чел.)
- Моншо-ле-Фреван (141 чел.)
- Недон (151 чел.)
- Недоншель (316 чел.)
- Нёвиль-о-Корне (69 чел.)
- Нёнк-Откот (490 чел.)
- Обромец (152 чел.)
- Омерваль (200 чел.)
- Остревиль (225 чел.)
- Отклок (217 чел.)
- Перн (1 659 чел.)
- Предефен (191 чел.)
- Преси (317 чел.)
- Пьермон (301 чел.)
- Рамкур (371 чел.)
- Роэлькур (537 чел.)
- Сашен (338 чел.)
- Сен-ле-Перн (300 чел.)
- Сен-Мишель-сюр-Тернуаз (871 чел.)
- Сен-Поль-сюр-Тернуаз (4 942 чел.)
- Серикур (52 чел.)
- Сибивиль (111 чел.)
- Сиракур (266 чел.)
- Тангри (264 чел.)
- Тенёр (257 чел.)
- Терна (137 чел.)
- Тийи-Капель (157 чел.)
- Труаво (274 чел.)
- Флер (224 чел.)
- Флёри (116 чел.)
- Флоренгем (890 чел.)
- Фонтен-ле-Булан (103 чел.)
- Фонтен-ле-Эрман (108 чел.)
- Фортель-ан-Артуа (212 чел.)
- Фрамёкур (106 чел.)
- Фреван (3 498 чел.)
- Фуфлен-Рикамец (163 чел.)
- Фьеф (385 чел.)
- Экир (80 чел.)
- Экуавр (134 чел.)
- Эпс (249 чел.)
- Эрен (239 чел.)
- Эрикур (91 чел.)
- Эрленкур (105 чел.)
- Эрлен-ле-Сек (166 чел.)
- Эрникур (565 чел.)
- Эстрю (237 чел.)
- Эф-ан-Тернуа (250 чел.)
- Эшен (514 чел.)
- Юклие (140 чел.)
- Юмерёй (178 чел.)
- Юмьер (224 чел.)

## Политика
На президентских выборах 2022 г. жители кантона отдали в 1-м туре Марин Ле Пен 39,4 % голосов против 25,9 % у Эмманюэля Макрона и 11,9 % у Жана-Люка Меланшона; во 2-м туре в кантоне победила Ле Пен, получившая 58,8 % голосов. (2017 год. 1 тур: Марин Ле Пен – 33,9 %, Франсуа Фийон – 21,4 %, Эмманюэль Макрон – 16,7 %, Жан-Люк Меланшон – 14,3 %; 2 тур: Ле Пен – 52,8 %. 2012 год. 1 тур: Николя Саркози — 29,0 %, Марин Ле Пен — 24,8 %, Франсуа Олланд — 23,9 %; 2 тур: Саркози — 53,6 %).
С 2021 года кантон в Совете департамента Па-де-Кале представляют мэр коммуны Круазет Клод Башле (Claude Bachelet) (Республиканцы) и мэр коммуны Флер Ингрид Гайяр (Ingrid Gaillard) (Разные правые).
|                | Кандидаты                      | Партия                   | Первый тур | Первый тур     | Второй тур | Второй тур |
| Кол-во голосов | Кандидаты                      | Партия                   | % голосов  | Кол-во голосов | % голосов  |            |
| -------------- | ------------------------------ | ------------------------ | ---------- | -------------- | ---------- | ---------- |
|                | Клод Башле Ингрид Гайяр        | Правый блок              | 4 662      | 49,04          | 6 566      | 69,01      |
|                | Брюно Руссель Лидия Сюрель     | Национальное объединение | 2 552      | 26,85          | 5 918      | 45,09      |
|                | Жинетт Бёне Юбер Дегрев        | Разные центристы         | 1 264      | 13,30          |            |            |
|                | Рафаэль Мекиньон Мари-Лиз Риго | Разные левые             | 1 028      | 10,81          |            |            |

|                | Кандидаты                   | Партия             | Первый тур | Первый тур     | Второй тур | Второй тур |
| Кол-во голосов | Кандидаты                   | Партия             | % голосов  | Кол-во голосов | % голосов  |            |
| -------------- | --------------------------- | ------------------ | ---------- | -------------- | ---------- | ---------- |
|                | Клод Башле Жинетт Бёне      | Правый блок        | 4 846      | 35,42          | 7 207      | 54,91      |
|                | Оливье Дельбе Катрин Рзепа  | Национальный фронт | 5 459      | 39,90          | 5 918      | 45,09      |
|                | Мартин Леблан Микаэль Пойон | Левый блок         | 3 377      | 24,68          |            |            |

|  | Кандидат  | Партия                  | % голосов |
|  | --------- | ----------------------- | --------- |
|  | Морис Луф | Социалистическая партия | 62,13     |
|  | Ив Эньяр  | Разные правые           | 37,87     |

|  | Кандидат   | Партия                    | % голосов |
|  | ---------- | ------------------------- | --------- |
|  | Морис Луф  | Социалистическая партия   | 54,38     |
|  | Марк Бриду | Союз за народное движение | 45,62     |